# Rokkaku Yoshinobu

Rokkaku Yoshinobu (ou Sasaki Yoshinobu). Foi um Kugyō (nobre)  do Período Nanboku-chō da história do Japão . Filho de Rokkaku Ujiyori 7º Shugo da  Província de Ōmi

## Vida
- O Incidente Kanno (1351 - 1352), fez com que as lutas internas que existiam no Shogunato Ashikaga viessem a tona [2] . Foi nessa época, 1351, que Rokkaku Ujiyori decidiu se tornar  um Bhikkhu e foi substituído do cargo de Shugo por Yamauchi Shenzhen, mas em menos de um ano Shenzhen sai e Yoshinobu assume o posto, um ano antes Yoshinobu já tinha assumido a liderança do Clã.
- Yoshinobu morreu em 1365 aos 16 anos de idade.  Após sua morte, seu pai retorna o posto de Shugo e a liderança do Clã, e ao mesmo tempo um primo por parte de mãe Kyōgoku Takanori adotou seu meio-irmão Rokkaku Mitsutaka que mais tarde assumiria a liderança do clã.

| Precedido por Rokkaku Ujiyori   | -- 5º Líder do Clã Rokkaku (1351 - 1365)    | Sucedido por Rokkaku Ujiyori |
| Precedido por Yamauchi Shenzhen | 11º Shugo da Província de Ōmi (1352 - 1365) | Sucedido por Rokkaku Ujiyori |